# NGC 2563
NGC 2563 (również PGC 23404 lub UGC 4347) – galaktyka soczewkowata (S0), znajdująca się w gwiazdozbiorze Raka. Odkrył ją William Herschel 13 lutego 1787 roku.